# Еклізі-Бурун

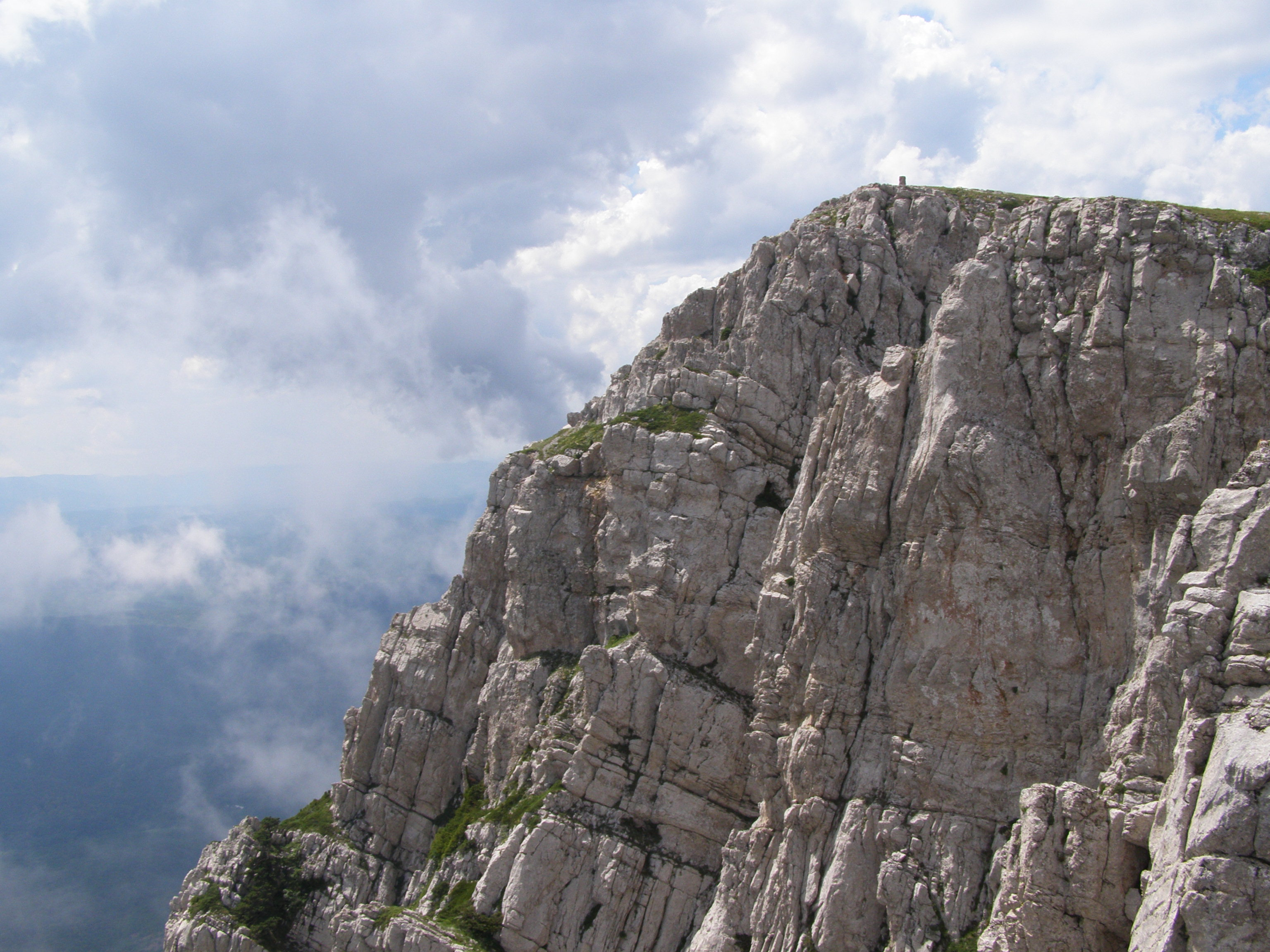
Еклізі-Бурун

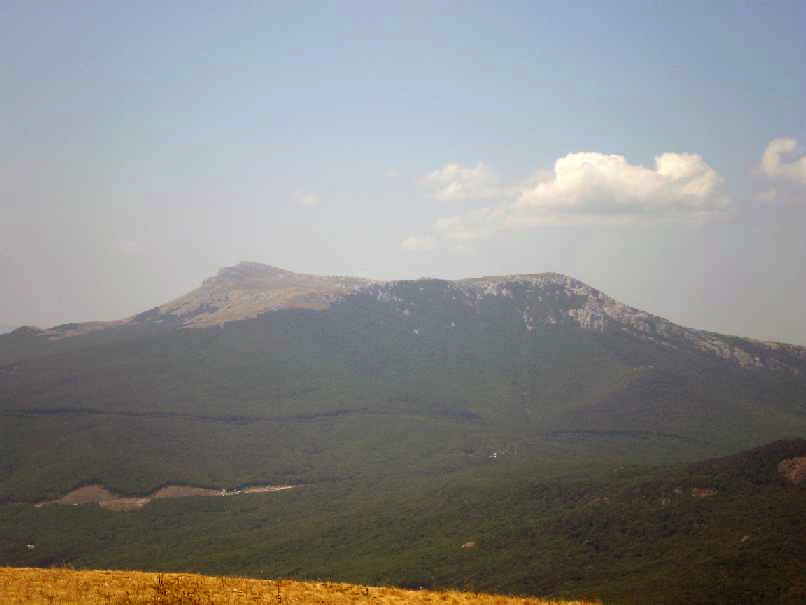
Чатир-даг. Еклізі-Бурун ліворуч.

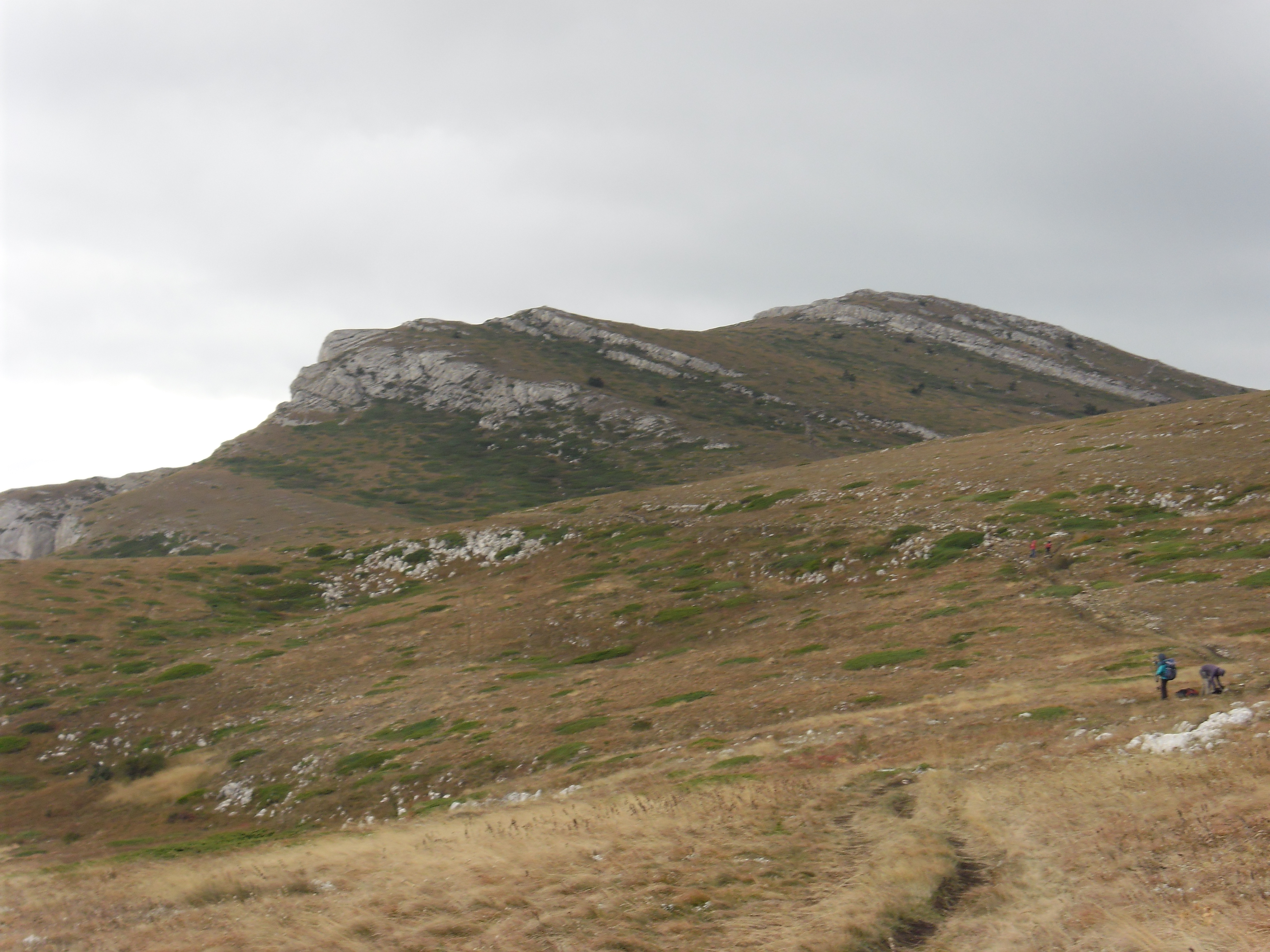
Шлях по плато на Еклізі-Бурун.

Еклі́зі-Буру́н (крим. Eklizi Burun — церковний мис) — західна, найвища вершина масиву Чатир-Даг на Головному пасмі Кримських гір.

## Загальний опис
Висота — 1527 м, п'ята за висотою серед Кримських гір.
Південний і західні схили стрімкі. Трапецієподібна гола вершина з пологим півн.-сх. схилом. Складається з вапняків. На пологих північно-східних схилах — лучно-степова рослинність і соснове рідколісся. Об'єкт туризму.
Східна вершина — Ангара-Бурун, що над Ангарським перевалом. Еклізі (εκκλησıα) — з грецької «церква», burun — з кримськотатарської «ніс», «мис», тобто назва перекладається як Церковний Мис.

## Галерея

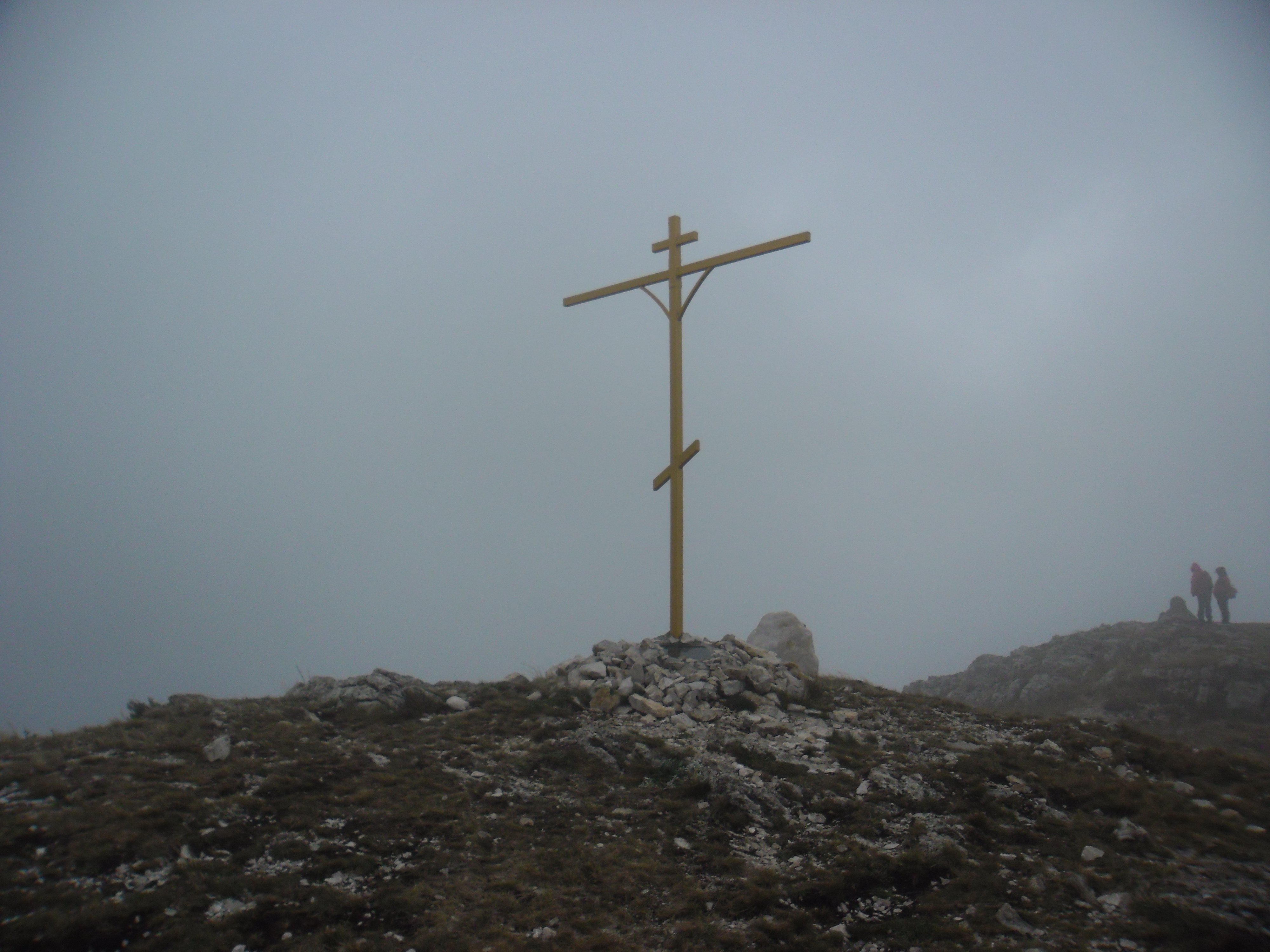
Хрест на вершині Еклізі-Бурун. 2011 р.
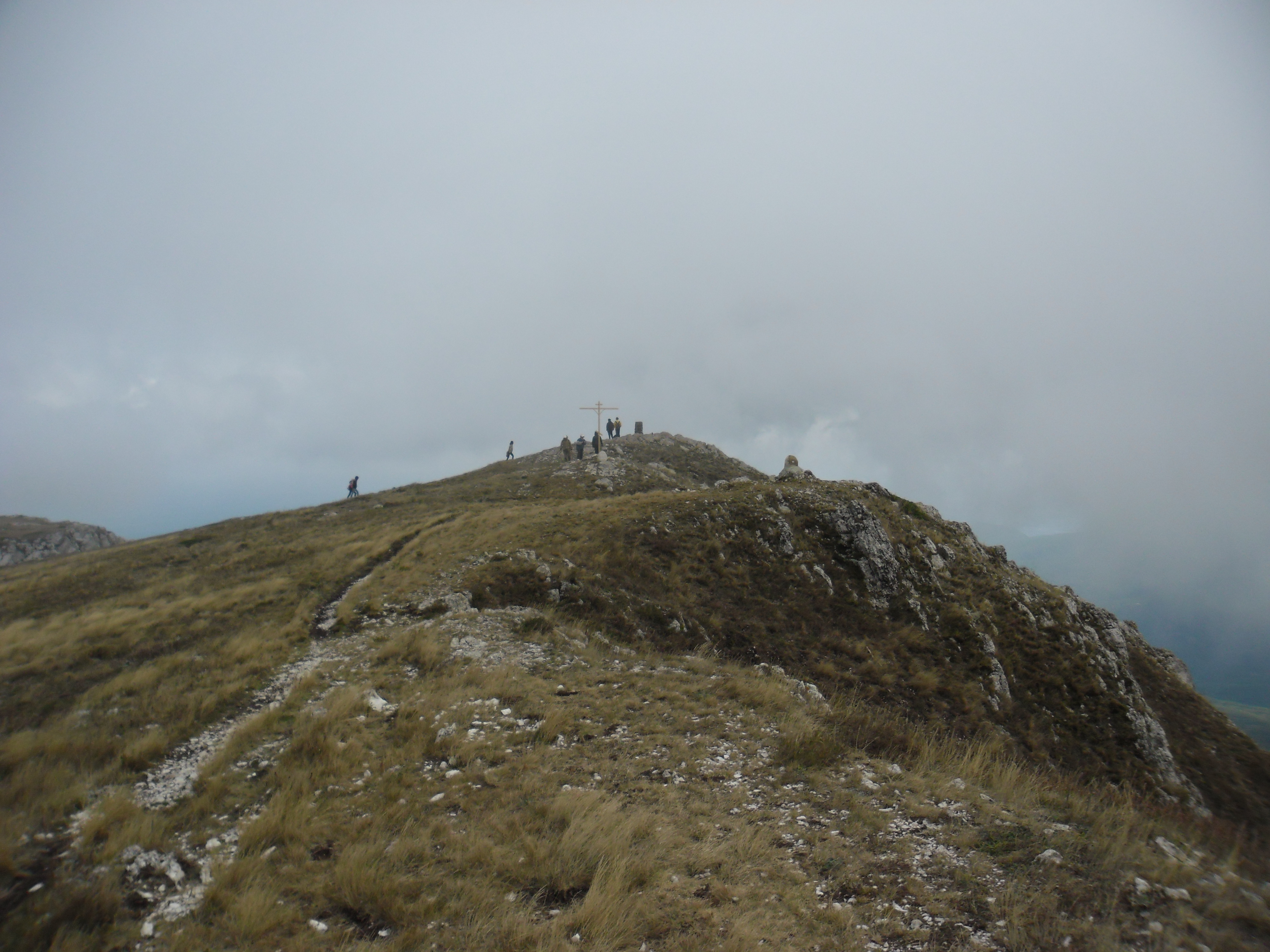
Шлях до вершини Еклізі-Бурун. 2011 р.
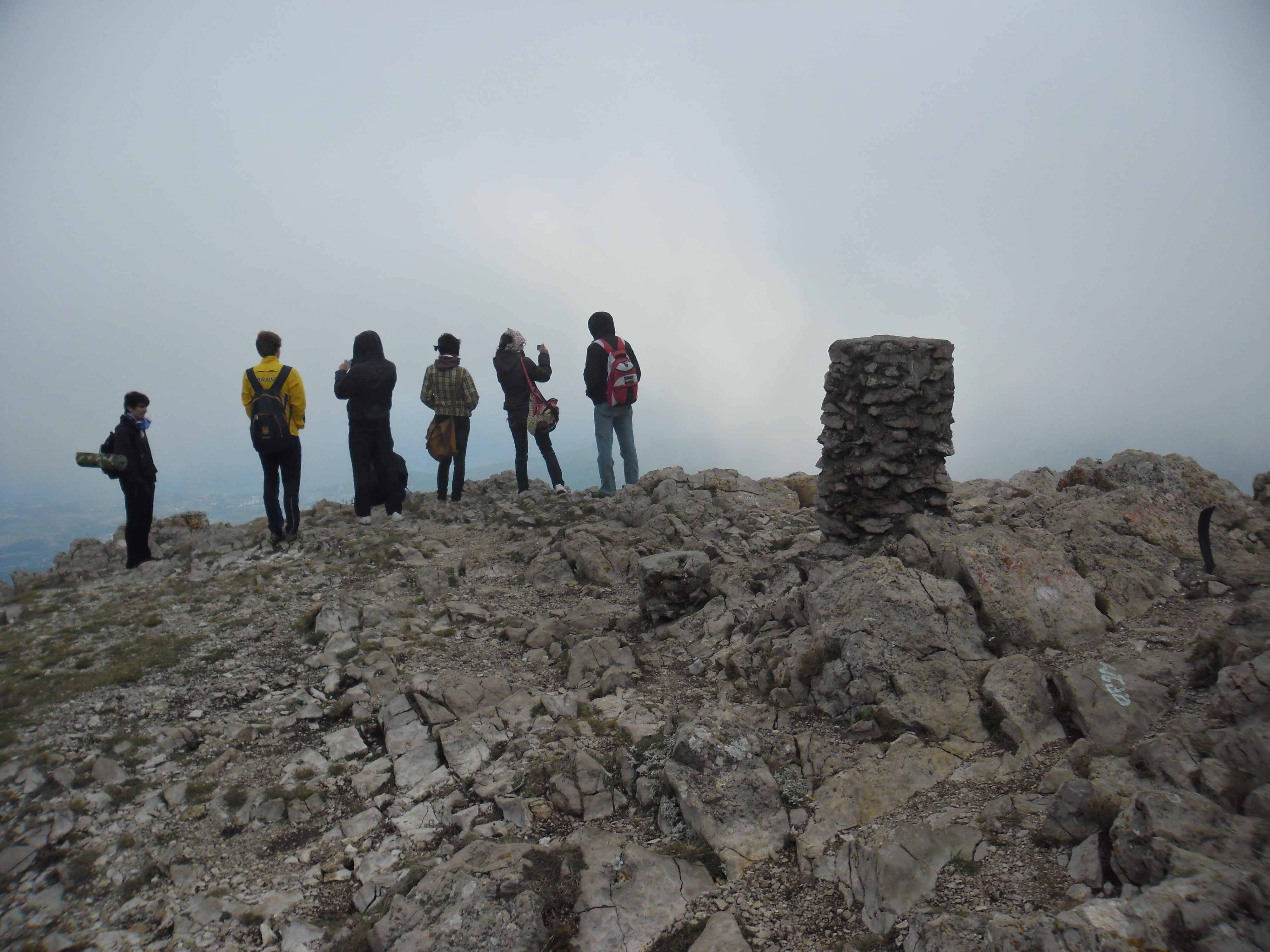
Група українських туристів на вершині Еклізі-Бурун. 2011 р.
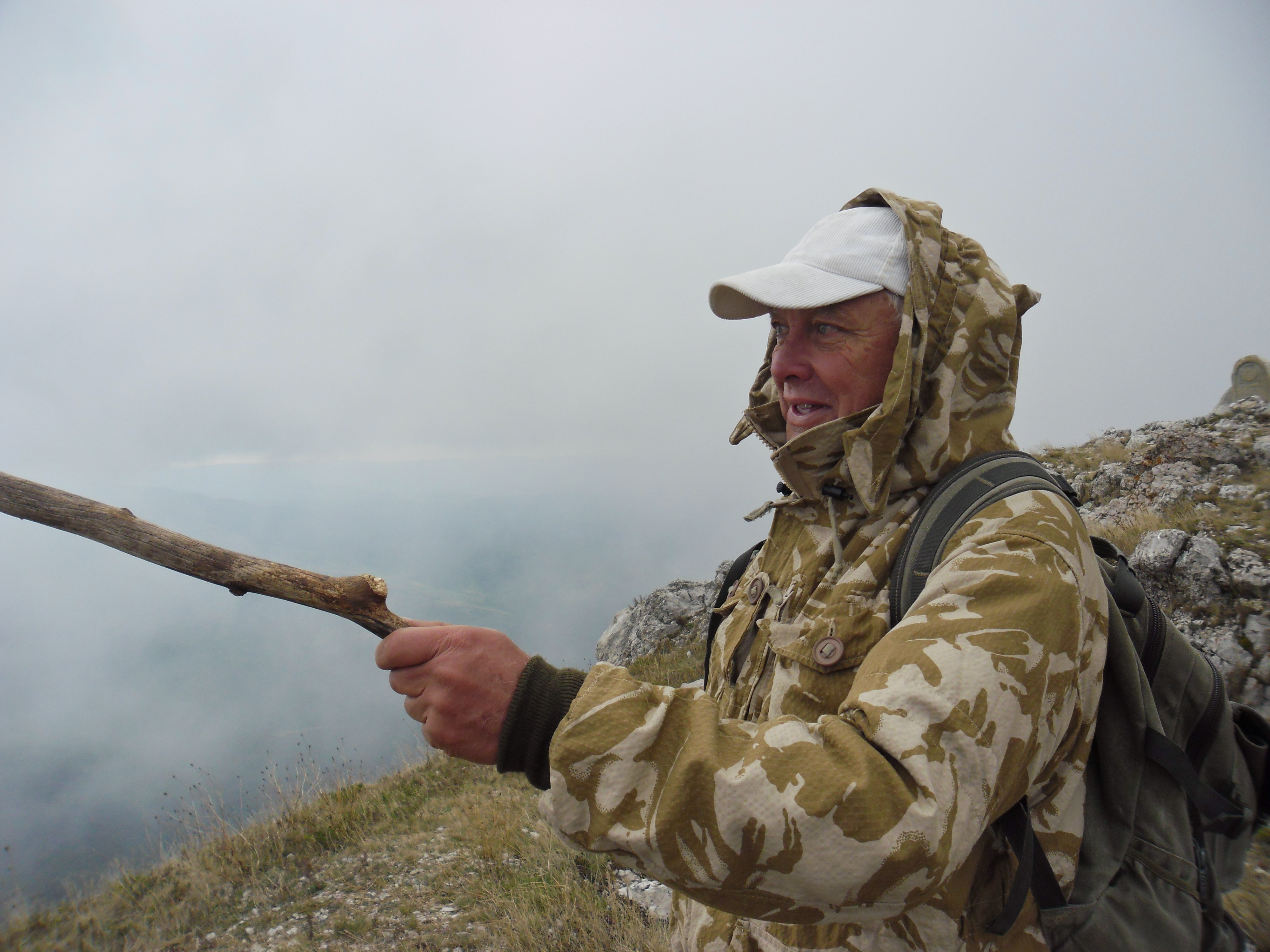
Еклізі-Бурун. Жовтень 2011.
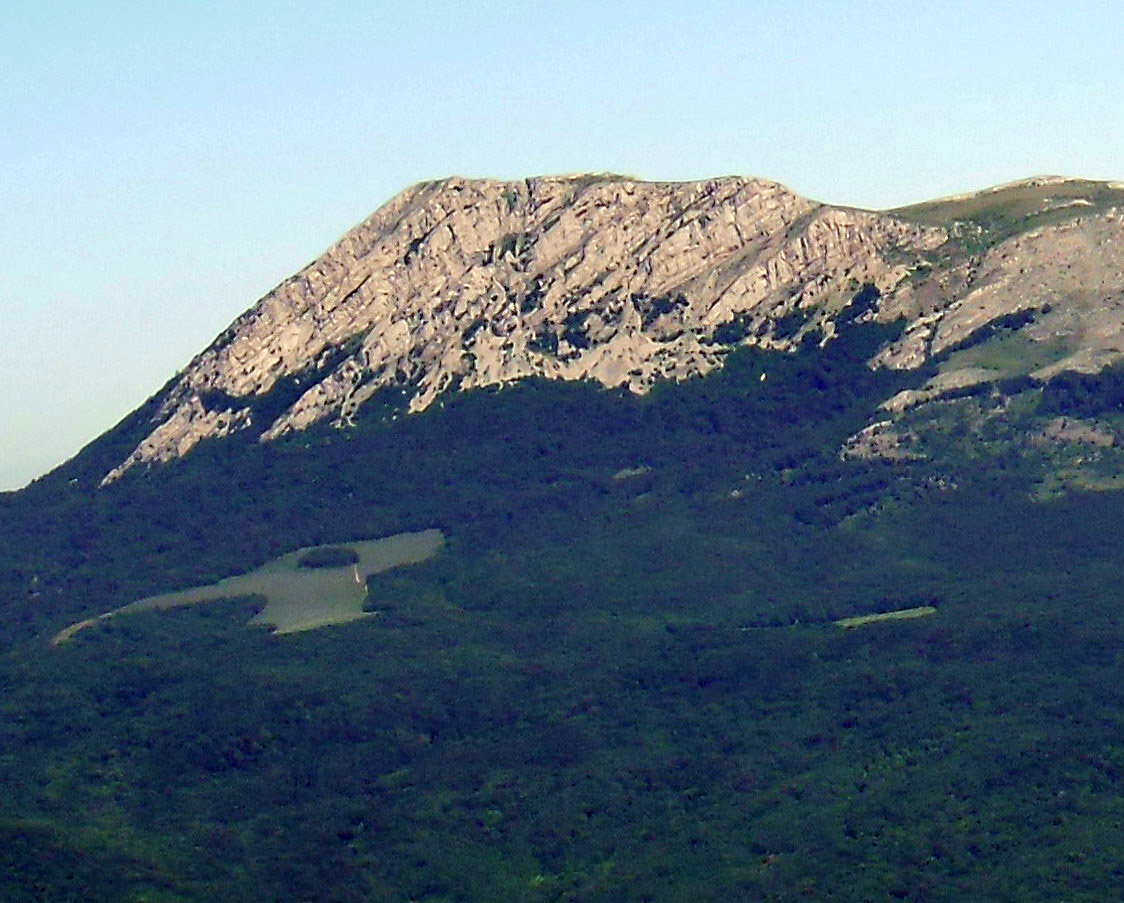
Еклізі-Бурун з Бабуган-яйли. Добре видно галявини Узун-Алан і Каневіз.
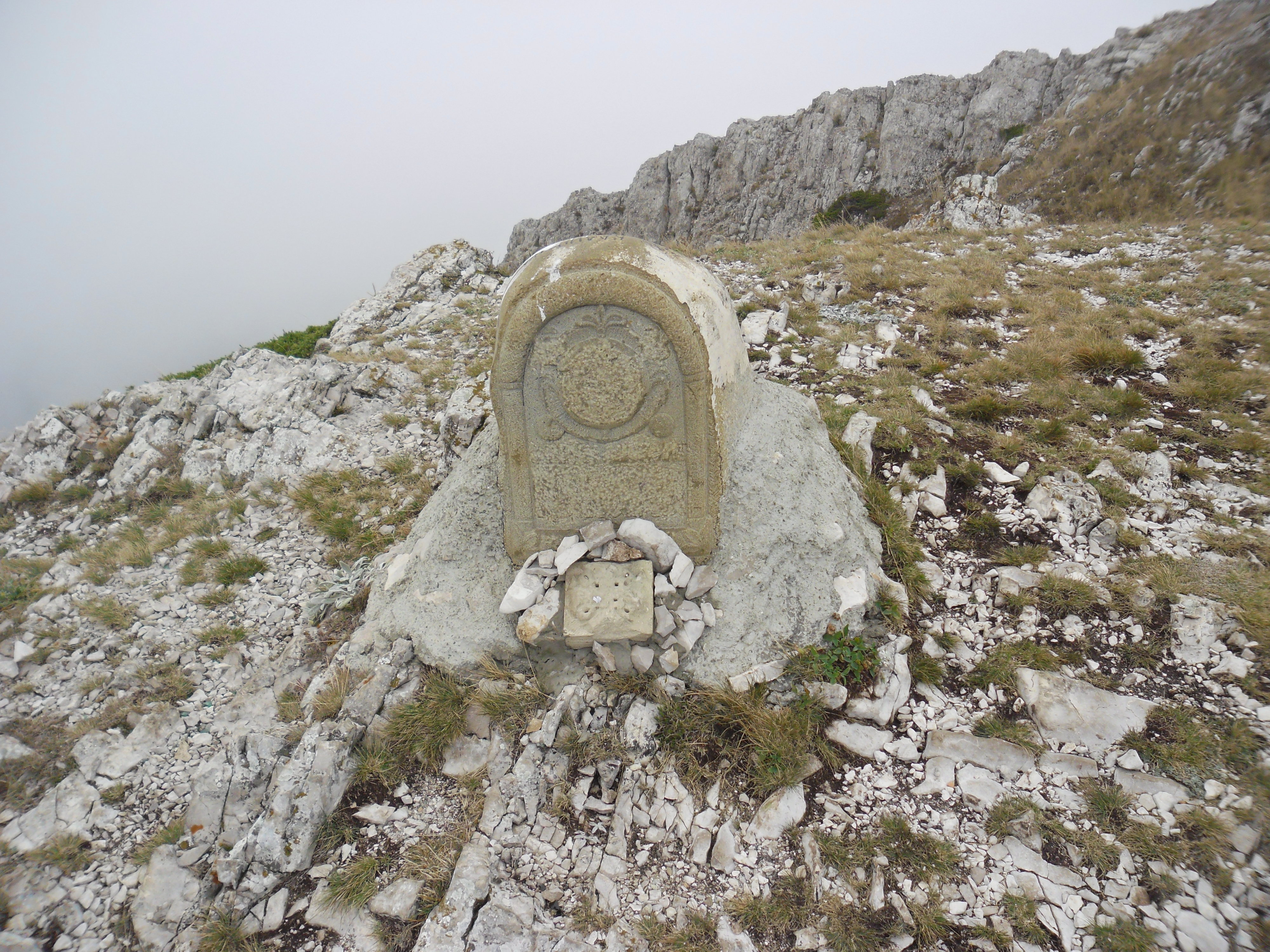
Камінь на вершині.

### Корисні посилання
- карта Криму online [Архівовано 21 лютого 2020 у Wayback Machine.]
- топографічна карта Криму online

## Інтернет-ресурси
- Крим. Географічні назви [Архівовано 27 жовтня 2020 у Wayback Machine.]